# Robert Diehl
Robert Diehl (* 8. Oktober 1891 in Pirmasens; † 15. Januar 1958 in Frankfurt am Main) war ein deutscher Bibliothekar.

## Leben
Diehl studierte Kunstgeschichte, Archäologie und Musikgeschichte und wurde 1920 an der Universität Frankfurt am Main promoviert. Das Studium war unterbrochen vom Kriegsdienst im Ersten Weltkrieg 1914 bis 1917. 1921 wurde Diehl Bibliotheksassessor an der Bibliothek für Kunst und Technik in Frankfurt. 1934 ging er an die Stadtbibliothek, wo er als Nachfolger von Arthur Richel die Francofurtensien-Abteilung betreute. 1946 wechselte er an die Bibliothek des Städelschen Instituts, bevor er 1949 an die Stadt- und Universitätsbibliothek Frankfurt ging. Hier war er nun als Bibliotheksrat in erster Linie mit dem Wiederaufbau der kunstgeschichtlichen Bestände und der Verwaltung der Schopenhauper-Bibliothek betreut. Diehl blieb an der Stadt- und Universitätsbibliothek bis zu seiner Pensionierung 1957.

## Schriften (Auswahl)
- Balthasar Esterbauer: ein Beitrag zur Künstlergeschichte des fränkischen Barock, Frankfurt am Main, Univ., Diss., 1920.
- Beaumarchais als Nachfolger Baskervilles: Entstehungsgeschichte der Kehler Voltaire-Ausgabe in Baskerville-Typen. Bauersche Gießerei, Frankfurt am Main 1925.
- Heinrich Jost. Verlag des Deutschen Buchgewerbevereins, [Leipzig] 1926.
- Über Schrift und Typographie: Vorrede zur großen Ausgabe des Manuale Tipografico, Parma 1818. Brauersche Gießerei, Frankfurt a. M. 1927.
- Erhard  Ratdolt. Ein deutscher Meisterdrucker des 15. und  16. Jahrhunderts. In: Philobiblon, Jg. 6 (1933), Heft 3, S. 91–96; Heft 4, S. 123–129; Heft 5, S. 155–161.
- Frankfurt am Main im Spiegel alter Reisebeschreibungen vom 15. bis zum 19. Jahrhundert. Diesterweg, Frankfurt am Main 1939.
- Figurensatz in Frankfurter Drucken der Renaissance und des Barocks. Offenbacher Werkkunst-Schule, Offenbach [1951] (Offenbacher Druck; 2).